# Laurence Gardner
Laurence Gardner (Londra, 17 maggio 1943 – Exeter, 12 agosto 2010) è stato un saggista britannico.
Gardner si autoproclamò più volte "Chevalier Labhran de Saint Germain", "Addetto Presidenziale al Consiglio Europeo dei Principi" (un'organizzazione la cui effettiva esistenza è tuttora dubbia) e "Priore delle Chiese Celtiche - Sacro Fratello di Sangue di Saint Columbia". Egli affermava inoltre di essere Storiografo Reale Giacobita della Casa Reale degli Stuart. Fu un sostenitore di Michael Lafosse, in particolare delle affermazioni di quest'ultimo di discendere dalla Casa degli Stuart, che Gardner riteneva a sua volta discendere direttamente da Gesù Cristo.
Gli storici affermano che egli fosse un propugnatore della teoria del complotto e che le sue siano opere di pseudostoria, scarsamente documentate e non erudite, in particolare La linea del sangue del Santo Graal. Anche le affermazioni relative alla genealogia di Michel Lafosse sono state confutate.

## Pubblicazioni
- Bloodline of The Holy Grail, 1996, La linea di sangue del Santo Graal, Newton-Compton, 1997 (ISBN 885410020X)
- Genesis of the Grail Kings, 1999, Le misteriose origini dei re del Graal, Newton-Compton, 2000 (ISBN 8882894800)
- Realm of The Ring Lords, 2003, Il regno dei Signori degli Anelli, Newton-Compton, 2001, Mito e magia del Santo Graal, 2004 (ISBN 8882896102)
- Lost Secrets of the Sacred Ark, 2004, I segreti dell'arca perduta, Newton-Compton, 2005 (ISBN 8882899284)
- The Magdalene Legacy, 2005, I figli del Graal, Newton-Compton, 2006 (ISBN 8854103667)
- The Shadow of Solomon, 2005, I segreti della massoneria, Newton-Compton, 2006 (ISBN 8854114154)
- The Grail Enigma, 2008, L'enigma del Graal, Newton-Compton, 2011